# Sprinter/ARIA
sprinter/ARIA – drugi singel zespołu Kalafina, wydany 30 lipca 2008 roku. Album zawiera piosenki śpiewane przez Wakanę i Keiko, a także przez dwie nowe członkinie Hikaru i Maya. Utwór "ARIA" został użyty jako tytułowa piosenka czwartego filmu serii Kara no kyōkai, podczas gdy utwór "sprinter" użyto dla części piątej.
Singel osiągnął 10 pozycję w rankingu Oricon, sprzedano 23 309 egzemplarzy.

## Lista utworów
Wszystkie utwory zostały skomponowane i napisane przez Yuki Kajiurę.
Dysk pierwszy (CD)
| Nr | Tytuł                      | Czas |
| -- | -------------------------- | ---- |
| 1. | "sprinter"                 | 5:04 |
| 2. | "ARIA"                     | 5:24 |
| 3. | "oblivious ~instrumental~" | 4:22 |

Dysk drugi (DVD)
| Nr | Tytuł                                   | Czas |
| -- | --------------------------------------- | ---- |
| 1. | "sprinter" (wideoklip)                  |      |
| 2. | "oblivious ~ufotable edit~" (wideoklip) |      |